# Edmond Blattchen

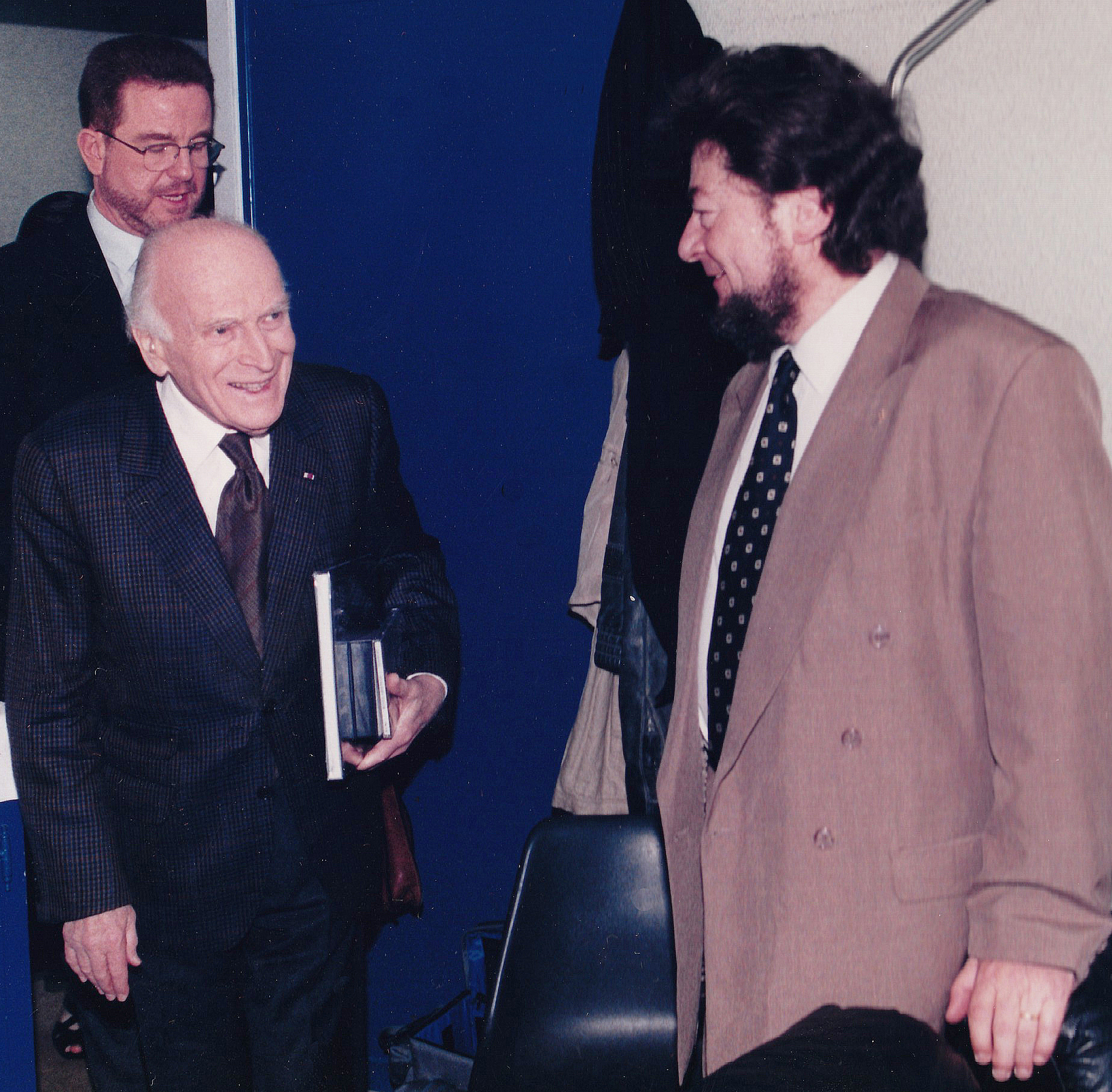
Edmond Blattchen (en haut à gauche), invite Emmanuel Koch à rencontrer Yehudi Menuhin

Edmond Blattchen (né le 10 octobre 1949 à Ougrée) est un journaliste belge de la Radio-télévision belge de la Communauté française (RTBF).
Il est entre autres connu pour l'émission de télévision Noms de Dieux, des entretiens de 55 minutes avec des grands noms de la pensée contemporaine, qu'il a proposé et présenté de 1992 à 2015 sur la RTBF.

## Biographie
Après des études de droit à l'Université de Liège, il entre en 1971 au centre régional de production de la RTBF à Liège.
Il y travaille d'abord en radio pour des informations régionales, puis en télévision pour des magazines d’enquêtes, des émissions de débats de société et de divertissement.
Le mardi 24 novembre 2015, Edmond Blattchen a terminé sa carrière avec l'enregistrement du 200e et dernier numéro de l'émission Noms de Dieux - elle fut diffusée le jeudi 10 décembre 2015.

## Œuvres

### Noms de Dieux
Intégrales des entretiens Noms de Dieux aux éditions Alice et RTBF Liège.
- Godfried Danneels, Nous sommes tous des orphelins, vol. 1, 9 février 1999, 88 p. (ISBN 978-2930182070)
- Pierre Mertens, Tout est feu, vol. 2, 9 février 1999, 92 p. (ISBN 978-2930182087)
- Ilya Prigogine, De l'être au devenir, vol. 3, 9 février 1999, 89 p. (ISBN 978-2930182094)
- Gabriel Ringlet, La résistance intérieure, vol. 4, 9 février 1999, 94 p. (ISBN 978-2930182100)
- Michel Barat, Mon voisin mon cousin mon frère, vol. 5, 12 mai 1999, 93 p. (ISBN 978-2930182117)
- André Comte-Sponville, Le gai désespoir, 12 mai 1999, 92 p. (ISBN 978-2930182124)
- S.S. Dalaï Lama, La compassion universelle, 12 mai 1999, 95 p. (ISBN 978-2930182131)
- Albert Jacquard, L'homme est l'avenir de l'homme, 12 mai 1999, 94 p. (ISBN 978-2930182148)
- Colette Nys-Mazure, Les ombres et les jours, vol. 9, 25 août 1999, 96 p. (ISBN 978-2930182155)
- Henry Bauchau, La blessure qui guérit, 9 novembre 1999, 90 p. (ISBN 978-2930182162)
- L'abbé Pierre, J'attendrai le plaisir du bon Dieu, vol. 12, 9 octobre 1999, 88 p. (ISBN 978-2930182193)
- Paul Ricœur, L'unique et le singulier, vol. 13, 9 novembre 1999, 90 p. (ISBN 978-2930182216)
- Gisèle Halimi, L'autre moitié de l'humanité, 19 janvier 2000, 91 p. (ISBN 978-2930182230)
- Hubert Reeves, Les artisans du huitième jour, 17 avril 2000, 94 p. (ISBN 978-2930182209)
- Arnaud Desjardins, La conversion intime, 17 avril 2000, 104 p. (ISBN 978-2930182292)
- Théodore Monod, Enfants de la Terre, 17 avril 2000, 94 p. (ISBN 978-2-930182-31-5)
- Sœur Emmanuelle, L’Évangile des chiffonniers, 17 avril 2000, 90 p. (ISBN 978-2930182308)
- Jean-Yves Leloup, Si ma maison brûlait, j'emporterais le feu, 15 mai 2001, 95 p. (ISBN 978-2930182476)
- Trinh Xuan Thuan, L'arpenteur du cosmos, 15 mai 2001, 94 p. (ISBN 978-2930182490)
- Christiane Singer, L'alliance sacrée, 22 mai 2001, 88 p. (ISBN 978-2930182483)
- Edgar Morin, Nul ne connaît le jour qui naîtra, vol. 20, 6 octobre 2000, 95 p. (ISBN 978-2930182384)
- Henri Laborit, Comme l'eau qui jaillit, 6 octobre 2000, 94 p. (ISBN 978-2930182377)
- Catherine Clément, Éprouver mais n'en rien savoir, 6 octobre 2000, 94 p. (ISBN 978-2930182360)
- Jean-Marie Pelt, La vie est mon jardin, 6 octobre 2000, 95 p. (ISBN 978-2930182391)
- François Cavanna, Le pari de vivre, 15 février 2001, 94 p. (ISBN 978-2930182469)
- Marie de Hennezel, Croître jusqu'au dernier moment, 23 octobre 2001, 96 p. (ISBN 978-2930182612)
- Roland Rech, Pousser le ciel avec la tête, la terre avec les genoux, 23 octobre 2001, 96 p. (ISBN 978-2930182636)
- Yehudi Menuhin, L'âme et l'archet, 23 octobre 2001, 96 p. (ISBN 978-2930182629)
- Sylvie Germain, Le vent ne peut être mis en cage, 12 avril 2002, 91 p. (ISBN 978-2930182179)
- Annick de Souzenelle, Le matin du septième jour, vol. 30, 12 avril 2002, 91 p. (ISBN 978-2930182186)
- Jacques Rifflet, Plus est en nous, 12 avril 2002, 93 p. (ISBN 978-2930182438)
- Alain Touraine, Barbarie et progrès, 12 avril 2002, 96 p. (ISBN 978-2930182667)
- Marie Balmary, Je serai qui je serai : exode 3.14, 1er mai 2003, 90 p. (ISBN 978-2930182605)

## Distinctions
- Prix "Jeunes Talents" de la Province de Liège en 1982[1]
- Prix Scriptores Christiani pour l'ensemble de son œuvre en 1999, décerné par l’association des écrivains chrétiens de Belgique
- Prix Ex-Libris décerné par l'Association des éditeurs belges en 2002
- Citoyen d'honneur de la ville de Liège en 2016[5]